# Repérages (film)
Pour les articles homonymes, voir Repérage.
Pour plus de détails, voir Fiche technique et Distribution.
Repérages est un film franco-suisse réalisé par Michel Soutter, sorti en 1977. Il est considéré comme son meilleur film par Roger Boussinot.

## Synopsis
Variations sur le thème des différences existant entre le spectacle et ce qui se passe dans la vraie vie.

## Fiche technique
- Titre français : Repérages
- Réalisation : Michel Soutter
- Assistant réalisation : Laurent Ferrier
- Scénario : Michel Soutter
- Image : Renato Berta
- Son : Pierre Gamet
- Montage : Albert Jurgenson
- Musique : Arié Dzierlatka
- Production : Yves Gasser et Yves Peyrot
- Société de production : Citel Films, Action Films
- Société de distribution : Gaumont
- Pays d'origine :  France
- Format : couleur - 1,66:1 - Mono
- Genre : drame
- Durée : 90 minutes
- Date de sortie : 1977

## Distribution
- Jean-Louis Trintignant : Victor
- Delphine Seyrig : Julie
- Lea Massari : Cecilia
- Valérie Mairesse : Esther
- Roger Jendly : Jean Vallée
- François Rochaix : Ambrosio
- Gabriel Arout
- Armen Godel
- France Lambiotte
- Roland Amstutz

## Distinctions

### Nominations
- Césars 1978 : nomination au César de la meilleure actrice pour Delphine Seyrig et au César de la meilleure actrice dans un second rôle pour Valérie Mairesse